# Günter Pritschow

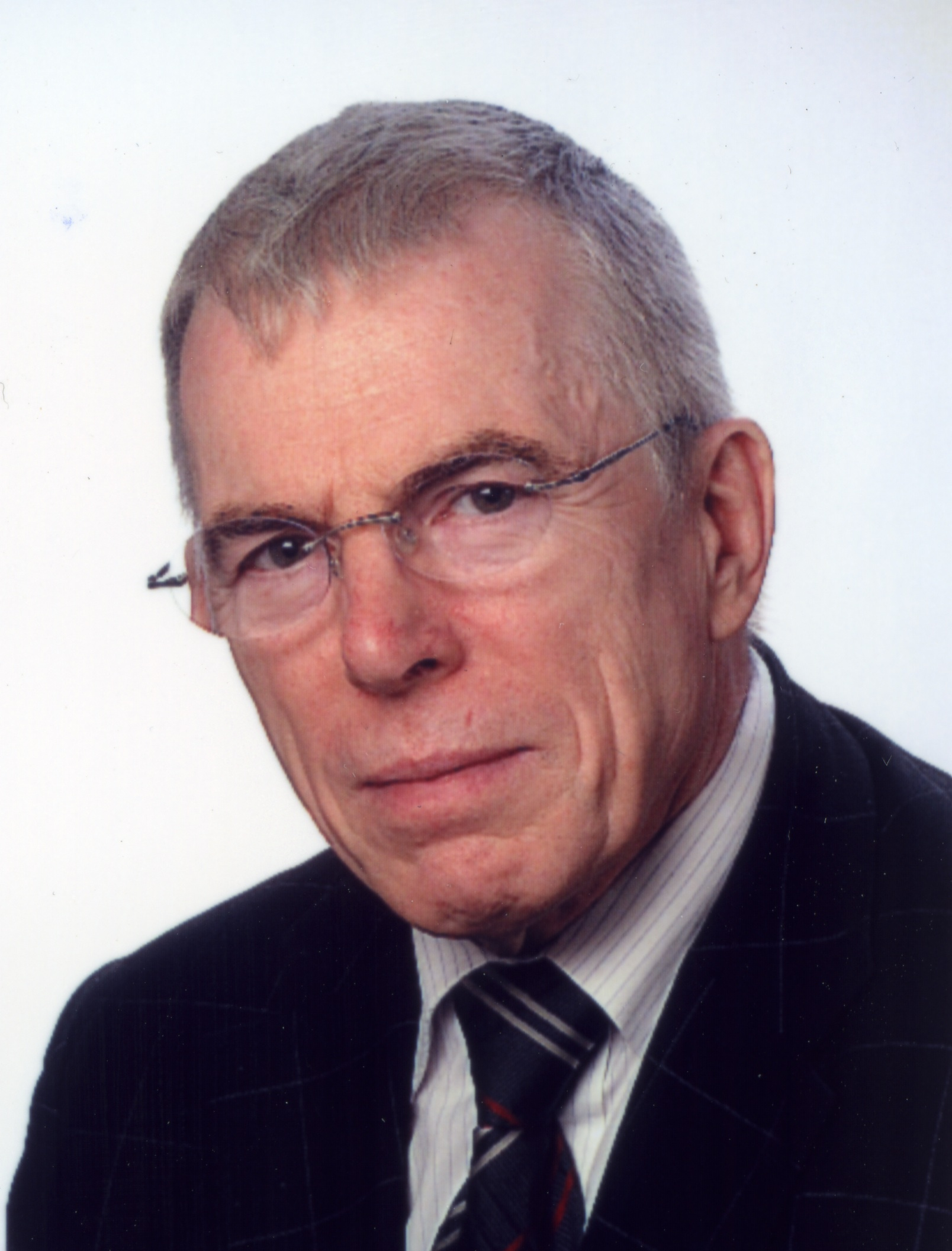
Günter Pritschow (März 2009)

Günter Pritschow (* 3. Januar 1939 in Berlin; † 14. Juni 2021 in Baden-Baden) war ein deutscher Ingenieurwissenschaftler, Hochschulprofessor und Vizepräsident der Acatech. Er leitete von 1984 bis 2005 das Institut für Steuerungstechnik der Werkzeugmaschinen und Fertigungseinrichtungen (ISW) der Universität Stuttgart. Von 1986 bis 1990 war er Prorektor für Lehre und von 1996 bis 2000 Rektor dieser Universität.

## Beruflicher Werdegang und akademische Karriere
Pritschow besuchte 1945–1958 Volksschule und Gymnasium in Berlin-Schöneberg und studierte 1959–1966 Nachrichtentechnik an der TU Berlin. Nach drei Jahren bei Siemens als Entwicklungsingenieur und Laborleiter im Bereich elektronische Mess- und Steuereinrichtungen kehrte er 1969 an die TU Berlin zurück und promovierte 1972 am Institut für Werkzeugmaschinen und Fertigungstechnik unter Günter Spur. Nach der Promotion übernahm er bei Siemens die Abteilung Fertigungstechnische Entwicklung im Kabelwerk Gartenfeld. 1976 ging er als Professor für das Fachgebiet Automatisierungstechnik für Qualitätssicherung und Fertigung an das Institut von Günter Spur zurück. 1980 wechselte er dann zu Bertelsmann in den Unternehmensbereich Industriebetriebe. Pritschow übernahm dort den Bereich Zentrale Technik und später die Leitung des Bereichs Technik und Produktionssicherung bei der Mohndruck Graphische Betriebe GmbH.
1984 trat Pritschow an der Universität Stuttgart die Nachfolge von Gottfried Stute als Direktor des Instituts für Steuerungstechnik der Werkzeugmaschinen und Fertigungseinrichtungen (ISW) an. Pritschow baute das ISW unter maßgeblicher Beteiligung der Industrie zu einer Einrichtung aus, die auf den Gebieten der Offenen Steuerungen und der Regelungs- und Antriebstechnik für Werkzeugmaschinen zu den führenden in Deutschland zählt. Zusätzlich zu seiner Tätigkeit als Leiter des ISW war er 1986–1990 Prorektor für Lehre, und 1996–2000 Rektor der Universität Stuttgart. 1987 engagierte er sich als Mitgründer der Firma Industrielle Steuerungstechnik GmbH (ISG), die seit 1990 CNC Kernsoftware auf der Basis Offener Steuerungen als OEM Software entwickelt, und auch als Hersteller des Echtzeitsimulationssystems „virtuos“ bekannt ist.
Pritschow trat 2005 in den Ruhestand. Sein Nachfolger als Leiter des ISW wurde Alexander Verl.

## Hochschulpolitisches Wirken
Pritschow brachte seine hochschulpolitische Erfahrung auch außerhalb seines direkten Umfeldes ein. So war er 1990–1993 Mitglied im Landesforschungsbeirat Baden-Württemberg, 1990–1992 Mitglied in der Landeshochschulstrukturkommission Berlin, 1991–1993 Mitglied der sächsischen Hochschulkommission, 1994–1996 Mitglied im Innovationsbeirat des Landes Baden-Württemberg und 2004–2008 Vorsitzender des Kuratoriums der TU Chemnitz. Pritschow setzte sich nach der Wende stark für den Erhalt und die Neustrukturierung der Ingenieurwissenschaften in den neuen Ländern ein.
In den Jahren 2009 bis 2012 diente er als Gründungsbevollmächtigter des neu gegründeten Hochschulcampus Tuttlingen der Hochschule Furtwangen.
Pritschow leitete bis 2010 bei der Deutschen Akademie der Technikwissenschaften (acatech) das Thema Ausbildung und Wissensmanagement.
Er war Mitglied der Wissenschaftlichen Gesellschaft für Produktionstechnik (WGP), deren Vorsitzender er von 2001 bis 2003 war. Ab 1987 war er Mitglied der Internationalen Gesellschaft für Produktionstechnik (CIRP) und hier unter anderem Member of the Editorial Committee und Chairman Machines.

## Privatleben
Pritschow lebte im Ruhestand in Baden-Baden. Er war verheiratet und hatte zwei Kinder. Neben seiner Arbeit interessierte er sich für Musik und spielte Klavier und Posaune. Die Handballschiedsrichter Andreas und Marcus Pritschow sind Neffen Günter Pritschows.

## Auszeichnungen und Ehrungen
- Georg-Schlesinger-Preis (2015)
- Ehrenbürgerwürde der Hochschule Furtwangen (2012)
- Ehrendoktorwürden der TU Chemnitz (2005), der TU Cluj-Napoca (1997) und der TH Breslau (1992)
- Verdienstorden der Bundesrepublik Deutschland (Verdienstkreuz 1. Klasse; 2002)
- Verein Deutscher Ingenieure  (VDI) – Ehrenplakette (1983)
- Otto-Kienzle-Gedenkmünze (1973)

## Mitgliedschaften
- Mitglied der Wissenschaftlichen Gesellschaft für Produktionstechnik (WGP) (1985)
- Mitglied der Internationalen Gesellschaft für Produktionstechnik (CIRP) (1987)
- Mitglied der Heidelberger Akademie der Wissenschaften (2002)
- Mitglied der Deutschen Akademie der Naturforscher Leopoldina (2002)[3]
- Mitglied der Deutschen Akademie der Technikwissenschaften (acatech)

## Schriften (Auswahl)
- "Automatisierung in der Produktion, Tl.1, Einführung in die Steuerungstechnik", G. Pritschow, Hanser Fachbuchverlag (2006), ISBN 3446214224
- "Fortschritte der Fertigung auf Werkzeugmaschinen", Herausgeber: G. Pritschow, G. Spur, M. Weck, Carl Hanser Verlag München, Wien (Band 1986…Band 1995)